# 萩市立明倫小学校
萩市立明倫小学校（はぎしりつ めいりんしょうがっこう）は、山口県萩市江向にある公立小学校。藩校を起源に持つ日本有数の歴史を持つ小学校として知られる。

## 周辺
- 萩市役所
- 山口地方検察庁萩支部
- 萩市郷土博物館
- 萩市中央公園
- 萩市武道館
- 萩市立萩図書館

## 沿革
- 1719年 - 藩学明倫館が開校
- 1849年 - 新築移転
- 1872年 - 新堀小学を好生館に開校
- 1873年 - 川島、土原、河添、平安古、堀内、古萩、五間町、浜崎、江向の9校を開校
- 1874年 - 上等小学を旧明倫館に開き巴城学舎と称する
- 1885年 - 萩の諸小学を合併して、明倫小学校と称する
- 1887年 - 明倫小学校は明倫尋常小学校と改称、高等小学校を併設
- 1892年 - 明倫尋常小学校は新令により、併設の高等小学校と分離
- 1901年 - 明倫小学校を男女により、二校に分けて男子を第一、女子を第二とする
- 1909年 - 明倫三小学校を統合して、明倫尋常高等小学校と改称
- 1914年 - 講堂成立
- 1915年 - 東稽古場を有備館と称する
- 1918年 - 旧明倫館聖廟の東西塾舎の他所にあるものを明倫校内に移転し聖賢堂と称する
- 1932年 - 市制施行に伴い萩市立明倫小学校と改称
- 1941年 - 明倫国民学校と改称
- 1947年 - 萩市立明倫小学校と改称
- 2014年 - 隣接する旧萩商業高校校地に新校舎を建設し、萩商業高等学校校舎の特別教室をのぞく全体を転用し、そのうえで増築して移転[1]。本館が国の登録有形文化財に登録されている旧校舎は保存の予定。
- 2015年1月11日 - 旧体育館に大河ドラマ「花燃ゆ」の放映を記念した大河ドラマ館が完成、2016年1月10日までの1年間限定で公開[2]。
- 2015年8月17日 -　旧明倫小学校の保存工事が開始される。2018年度までを予定[3]。
- 2016年1月30日 - 大河ドラマ館閉館後、旧体育館に「萩・世界遺産ビジターセンター 学び舎（まなびーや）」が2017年2月12日までの期間限定で開館[4]。
- 2017年3月4日 – 旧明倫小学校の敷地や校舎などの建物を活用し「萩・明倫学舎」が開館[5]。

## 著名な出身者
- 野坂参三 - 元衆議院議員・元参議院議員、元日本共産党中央委員会議長